# Krośniewice
Krośniewice [krɔɕɲɛˈvʲitsɛ] (1941 Mittelstadt; 1943–45 Kroßwitz) ist eine Stadt im Powiat Kutnowski der Woiwodschaft Łódź in Polen. Sie ist Sitz der gleichnamigen Stadt-und-Land-Gemeinde mit 8239 Einwohnern (Stand 31. Dezember 2020).

## Geografie
Krośniewice liegt 59 km nördlich von Łódź und 15 Kilometer westlich von der Kreisstadt Kutno.

## Geschichte
Die erste Erwähnung einer Siedlung an der Stelle des heutigen Krośniewice stammt aus dem Jahr 1387, in dem der Ort bereits eine Pfarrkirche besaß. Die genaue Vergabe des Stadtrechts an den Ort ist nicht bekannt, es wird allerdings davon ausgegangen, dass es vor 1442 war.
1567 zerstörte ein Brand nahezu die gesamte Stadt. Während der Zweiten Teilung Polens kam der Ort unter preußische Herrschaft. Mit der Bildung des Herzogtums Warschau wurde Krośniewice 1807 Teil desselben und 1815 Teil Kongresspolens. 1870 verlor der Ort sein Stadtrecht. Mit Ende des Ersten Weltkrieges wurde der Ort wieder Teil Polens und erhielt 1926 sein Stadtrecht zurück. 
Bei einer Verwaltungsreform wurde die Stadt 1975 Teil der Woiwodschaft Płock, bei einer erneuten Reform kam sie 1999 zur Woiwodschaft Łódź.

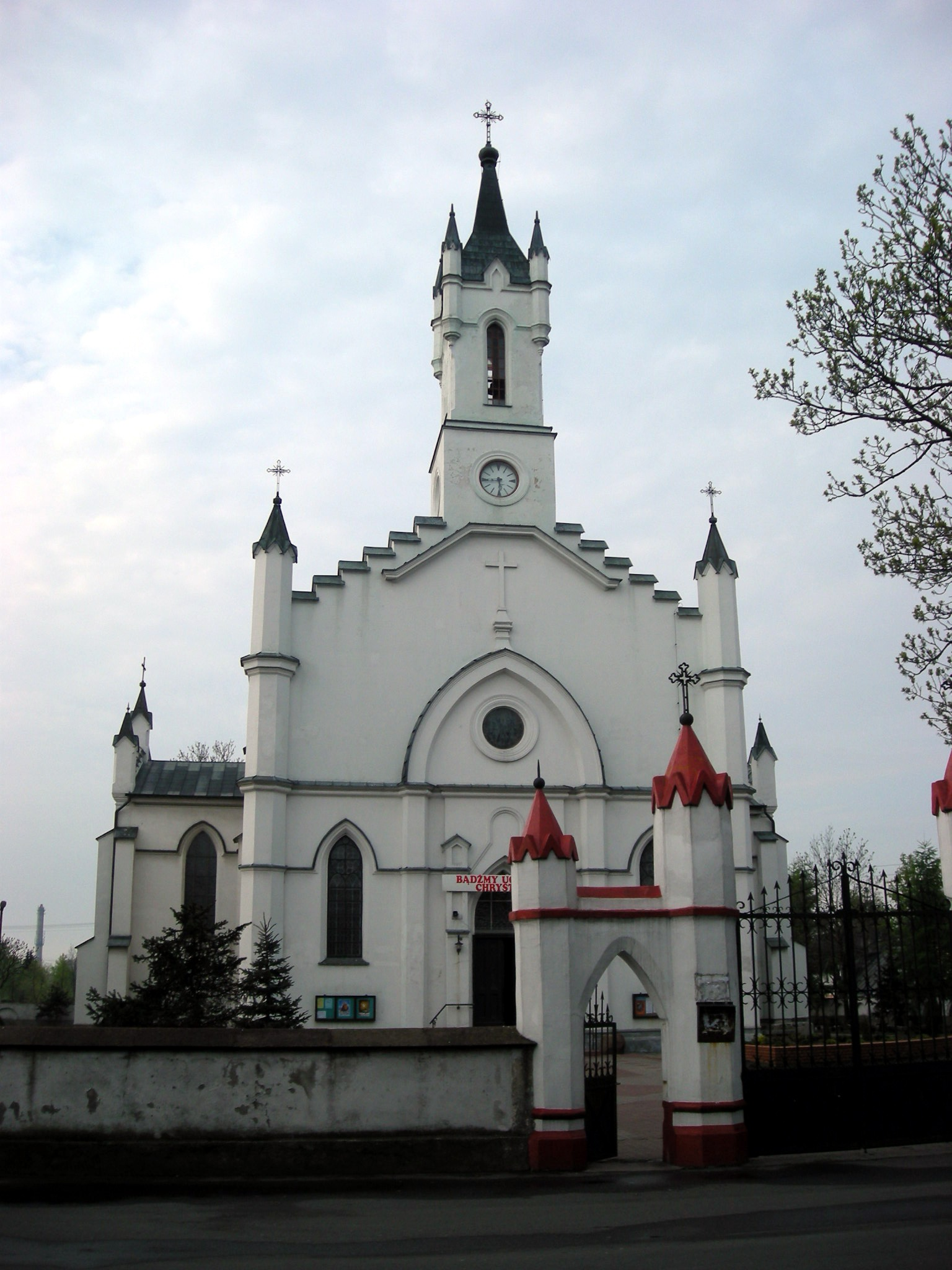
Kirche in Krośniewice

## Gemeinde
Zur Stadt-und-Land-Gemeinde (gmina miejsko-wiejska) Krośniewice einer Fläche von 94,7 km² gehören die Stadt selbst und 22 Dörfer mit Schulzenämtern.

## Verkehr
In der Stadt kreuzen sich die Droga krajowa 91 und die Droga krajowa 92.
Der Bahnhof Krośniewice Miasto (Stadt) lag an der Schmalspurbahn Ostrowy–Ozorków, dort endete auch die Schmalspurbahn Boniewo–Krośniewice.

## Persönlichkeiten
- Władysław Anders (1892–1970), polnischer General; geboren in Krośniewice-Błonie.